# Приневская улица
Прине́вская улица — улица в Невском районе Санкт-Петербурга, в историческом районе Уткина Заводь. Проходит от Октябрьской набережной у дома 110 и конечной станции автобусов до границы со Всеволожским районом Ленинградской области. Далее продолжается улицей Уткина заводь до КАД.

## История
Название Приневская улица было присвоено 1 марта 2013 года по племенному заводу «Приневское», который располагается на нечетной стороне улицы между ней и рекой Уткой. Завод так называется, так как расположен на побережье Невы.
В 2014 году были изменены адреса двух домов, расположенных вдоль Приневской улицы, и они первыми получили новый адрес по ней — дома 9, литеры А и Б. Это два здания племенного завода «Приневское».

## Состояние дороги
До 2016 года дорога использовалась как подъезд к промышленным предприятиям (ТЭЦ, ГОТЭК и др.). С 2016 года принята на баланс города. В 2019 году был построен однополосный (одна широкая полоса для обоих направлений) проезд между Русановской и Приневской улицами без названия.
С этих пор количество автомобилей кратно увеличилось, так как дорогой активно пользуются жители расположенных рядом ЖК "Приневский" и ЖК "Ласточкино гнездо".
Дорога однополосная с одной широкой полосой на оба направления, но ширина дороги такая, что тяжело разъехаться двум грузовым автомобилям. Дорога не имеет тротуаров и освещения, ливневой канализации. Состояние дорожного покрытия неудовлетворительное.
В адресную программу включен ремонт верхнего слоя асфальта без улучшения технических характеристик дороги на 2025 год. Несмотря на то, что интенсивность движения по ней выросла на порядок, власти не рассматривают ее расширение, строительство тротуаров, ливневой канализации, освещения до 2040 года.